# Rare
A Rare Limited é uma desenvolvedora de jogos eletrônicos britânica e um estúdio da Xbox Game Studios com sede em Twycross, no Reino Unido. A Rare é conhecida por seus jogos que abrangem vários gêneros, que incluem plataforma, tiro em primeira pessoa, ação e aventura, luta e corrida. Alguns de seus títulos mais populares incluem jogos das séries Donkey Kong, Banjo-Kazooie, Viva Piñata, e Battletoads, bem como jogos como GoldenEye 007 e Sea of Thieves.
A empresa foi fundada em 1985 pelos irmãos Tim e Chris Stamper, que também fundaram a Ultimate Play the Game. Durante seus primeiros anos, a Rare foi apoiada por um orçamento ilimitado da Nintendo, principalmente concentrado em jogos para Nintendo Entertainment System (NES). Durante esse tempo, o estúdio criou jogos de sucesso como Wizards & Warriors, R.C. Pro-Am e Battletoads. A Rare se tornou uma proeminente desenvolvedora secundária para a Nintendo, que passou a deter uma grande participação minoritária da empresa. Ao longo dos anos 1990 e início de 2000, a Rare recebeu reconhecimento internacional e aclamação da crítica por jogos como a trilogia Donkey Kong Country, Killer Instinct, GoldenEye 007, Banjo-Kazooie, Perfect Dark e Conker's Bad Fur Day.
Em 2002, a Microsoft adquiriu a Rare, que manteve a marca original, o logotipo e a maioria das propriedades intelectuais. Desde então, a Rare se concentrou no desenvolvimento de jogos exclusivamente para os consoles da Microsoft, como Grabbed by the Ghoulies, Kameo: Elements of Power, Perfect Dark Zero e Viva Piñata. Em 2007, os Stampers deixaram a Rare para buscar outras oportunidades e, em 2010, o foco da empresa mudou para o Xbox Live Avatar e o Kinect, lançando três jogos da série Kinect Sports. Em 2015, a Rare desenvolveu Rare Replay para Xbox One, sendo uma compilação exclusiva contendo 30 de seus jogos para comemorar seu trigésimo aniversário. O jogo mais recente da Rare, Sea of Thieves, foi lançado em 2018. Fãs e funcionários criticaram a compra da Rare pela Microsoft, citando uma queda significativa na qualidade do jogo e a perda do talento original.
Vários funcionários importantes deixaram a Rare para formar suas próprias empresas, como a Free Radical Design (posteriormente Crytek UK), mais conhecida por produzir a série TimeSplitters, e a Playtonic Games, mais conhecida por produzir Yooka-Laylee. A Rare é amplamente reconhecida pela indústria de jogos e recebeu inúmeros elogios de críticos e jornalistas, embora frequentemente descrita como secreta e reclusa.

## Empresas relacionadas
Por volta de 1997, vários funcionários da Rare partiram para estabelecer empresas separadas. O primeiro foi Eighth Wonder, subscrito pela Sony Computer Entertainment Europe, que não produziu nenhum jogo antes de fechar. Depois que Martin Hollis deixou a Rare, ele se juntou à Nintendo antes de fundar sua própria empresa Zoonami, lançando Zendoku, Go! Puzzle e Bonsai Barber. Outros membros da equipe de Perfect Dark, incluindo David Doak e Steve Ellis, fundaram a Free Radical Design e criaram a série TimeSplitters. Foi adquirida pela Crytek e renomeada para Crytek UK antes de seu fechamento em 2014, com a maioria de sua equipe mudando para a Deep Silver Dambuster Studios.
Os ex-funcionários da Free Radical and Rare também formaram a Crash Labs, um estúdio especializado no desenvolvimento de jogos para iOS. Chris Seavor, diretor de Conker's Bad Fur Day, fundou o estúdio Gory Detail junto com o funcionário da Rare Shawn Pile e, em 2013, estava trabalhando em um jogo de plataforma 2D chamado The Improvable Legend of Rusty Pup. A Starfire Studios foi fundada por quatro ex-funcionários da Rare e lançou Fusion Genesis, um jogo para Xbox Live Arcade publicado pela Microsoft Game Studios. Outro grupo de ex-funcionários da Rare formou um estúdio de jogos para celular, Flippin Pixels. O ex-funcionário da Rare Lee Schuneman chefiou a Lift London, um estúdio da Microsoft. Phil Tossell e Jennifer Schneidereit fundaram a Nyamyam e lançaram Tengami. A Playtonic Games foi fundada por vários ex-funcionários da Rare; seu primeiro projeto foi Yooka-Laylee, um sucessor espiritual de Banjo-Kazooie. Chris e Tim Stamper ingressaram na FortuneFish, uma empresa de jogos para celular fundada pelo filho de Tim Stamper, Joe Stamper. Seu primeiro jogo foi That Bouncy Thing! The Rubbishiest Game Ever para Android.

## Prêmios
A Rare recebeu vários prêmios, incluindo o prêmio BAFTA de "Melhor Desenvolvedor do Reino Unido" por seu trabalho em GoldenEye 007. Em 1997, a  Electronic Gaming Monthly  nomeou a Rare como a "Empresa de Jogos Mais Promissora", citando sua alta taxa de sucesso no lançamento de killer apps para o Nintendo 64. A Rare recebeu o prêmio BAFTA Interactive Entertainment Moving Images em 2000 por desenvolver Perfect Dark. Tim e Chris Stamper foram nomeados Lendas do Desenvolvimento no Prêmio de Excelência da Indústria de 2015 da Develop. A Rare foi listada como uma das 30 melhores desenvolvedoras de todos os tempos no Gamasutra, e foi classificada como a 36ª melhor fabricante de jogos eletrônicos pela IGN. A Herbert Art Gallery and Museum curou uma retrospectiva do trabalho da empresa em 2018.